# Define the Great Line
Define the Great Line is het vijfde studioalbum van de Amerikaanse punkband Underoath. Het album werd op 20 juni 2006 uitgebracht door Tooth and Nail Records  en piekte op 8 juli in datzelfde jaar op een tweede plaats in de Billboard 200.

## Nummers[2]
| 1.                 | In Regards to Myself              | 3:24 |
| 2.                 | A Moment Suspended in Time        | 3:59 |
| 3.                 | There Could Be Nothing After This | 3:26 |
| 4.                 | You're Ever So Inviting           | 4:13 |
| 5.                 | Sálmarnir                         | 2:57 |
| 6.                 | Returning Empty Handed            | 4:27 |
| 7.                 | Casting Such a Thin Shadow        | 6:14 |
| 8.                 | Moving for the Sake of Motion     | 3:15 |
| 9.                 | Writing on the Walls              | 4:02 |
| 10.                | Everyone Looks So Good from Here  | 2:56 |
| 11.                | To Whom It May Concern            | 7:02 |
| Totale duur: 45:58 |                                   |      |